# Local Natives
A Local Natives (korábban Cavil at Rest) egy a Los Angeles Silver Lake városrészéből származó, 2005-ben alakult indie rock együttes. Jelenlegi tagjai Taylor Rice (ének, gitár), Kelcey Ayler (ének, gitár, billentyűk, ütőhangszerek), Ryan Hahn (ének, gitár, mandolin, billentyűk), Matt Frazier (dob) és Nik Ewing (ének, basszusgitár, billentyűk). Első, Gorilla Manor című stúdióalbumuk 2010. február 16-án jelent meg; a lemez a Billboard 200 új előadókat felsorakoztató listáján a harmadik helyezést érte el.
A zenekar hangzását „afropop-ihletésű gitárok hiperaktív dobokkal és agyafúrt, háromrészes harmóniákkal” kifejezésekkel jellemezték.

## Történet

### Megalakulás és Gorilla Manor
A közös zenélés ötlete a kaliforniai Orange megyében található Tesoro Gimnáziumban merült fel; Kelcey Ayer, Ryan Hahn és Taylor Rice is ide járt. Egy évvel UCLA-i diplomájuk megszerzése után Andy Hammel és Matt Frazierrel együtt Silver Lake kerületbe költöztek, ahol első közös albumukon kezdtek dolgozni.
Első albumuk minden részlete a szoros együttműködésen alapszik; a „Gorilla Manor” Orange megyei lakásuk neve volt. Andy Hahn szerint a felvétel „teljesen zavaros volt, a gitárjátékunk és a turkálóban vásárolt zongoránkon való felvételeink közben mindig bekopogott egy barát. Ez egy egyedülálló élmény volt, soha nem felejtem el ezt az időszakot.” A lemezt Raymond Richards Nyugat-Los Angeles-i Red Rockets Glare stúdiójában vették fel.

#### Turné
Az együttes a 2009-es austini SXSW fesztiválon adott kilenc koncertjével keltette fel a szaksajtó figyelmét; itt az Arcade Fire, Fleet Foxes és Vampire Weekend zenekarokhoz hasonlították őket, valamint a „nyugati parti Grizzly Bearként” jellemezték őket.
A 2010-es ausztrál választások során a demokrata párt a Wide Eyes dalt használta kampányában. 2011-ben Európában az Edward Sharpe and the Magnetic Zeros előzenekaraként, majd az ausztrál St Jerome’s Laneway Festivalon léptek fel.

#### Andy Hamm kilépése
2011. március 18-án bejelentették, hogy az együttes és Andy Hamm útjai elválnak; a zenekar honlapján a következő bejelentést tették közzé: „Nehezen, de ki kell jelentetünk, hogy Andy Hamm basszusgitárosunkkal elválnak útjaink. A nézeteltéréseink miatt erősen úgy érezzük, hogy a pozitív irányban való folytatásért ez a legjobb lehetőség. Andynek a legjobbakat kívánjuk, és nagyon hiányozni fog.”

### Hummingbird
A Lollapalooza fesztiválon az együttes bejelentette, hogy új stúdiójukban második nagylemezüket készítik, amely 2013. január 29-én jelent meg. A lemez producere a The National zenésze, Aaron Dessner; habár az album alapjául a Gorilla Manor Sun Hands dalának „harci sürgető” stílusa szolgált, Taylor Rice énekes–gitáros szerint a lemez nem annyira komor, mint inkább a pillanatnyi optimizmus, illetve a zenekar életében bekövetkezett változások és az azokkal kapcsolatos érzelmek (például Ayer édesanyjának mellrák miatti halála) hatására megváltozott téma vezéreli.
2012-ben a koncertek idejére az együtteshez csatlakozott Nik Ewing basszusgitáros; az Austin City Limitsen bejelentették, hogy 2013. október 11-én a zenekar hivatalos tagjává vált.

### Sunlit Youth
A csapat 2014 augusztusában a Twilight Concert Series részeként Salt Lake Cityben rendezett koncertjén bejelentette, hogy harmadik nagylemezükön dolgoznak.
2016. április 19-én megjelent Past Lives című kislemezük, amelyhez a következő kommentárt fűzték: „A világ nem statikus; újra és újra változik. De mi ugyanazon sablonok szerint éljük életünket, ugyanúgy szeretünk, ugyanúgy harcolunk és ugyanazon dinamikák szerint játszunk újra és újra. Bogozzunk ki minden pillanatot és döntést, amik miatt bebetonozva érezhetjük magunkat, melyek miatt nem menekülhetünk. De a világunk nem javul meg; folyamatosan zajlik, mi pedig azzá alakítjuk, amivé akarjuk.” 2016 májusában a lemez elkészült dalait élőben is bemutatták.
A harmadik stúdióalbum végül 2016. szeptember 9-én jelent meg.

## Tagok

### Jelenlegi
- Taylor Rice – ének, gitár
- Kelcey Ayler – ének, gitár, billentyűk, ütőhangszerek
- Ryan Hahn – ének, gitár, mandolin, billentyűk
- Matt Frazier – dobok
- Nik Ewing – ének, basszusgitár, billentyűk (2012–)[16]

### Korábbi
- Andy Hamm – basszusgitár (2006–2011)
- Chris „McGahee” Filley
- Spencer Knapp
- Andy Savage
- Daniel McKenzie

## Diszkográfia

### Stúdióalbumok
- Gorilla Manor (2009)
- Hummingbird (2013)
- Sunlit Youth (2016)

### Kislemezek
- Sun Hands (2009)
- Camera Talk (2009)
- Airplanes (2010)
- Wide Eyes (2010)
- Who Knows Who Cares (2010)
- World News (2010)
- Breakers (2012)
- Heavy Feet (2013)
- You & I (2013)
- Ceilings (2013)
- Past Lives (2016)
- Villainy (2016)
- Fountain of Youth (2016)
- Coins (2016)
- Ultralight Beam (2016)
- I Saw You Close Your Eyes (2017)
- The Only Heirs (2017)

## Fordítás
Ez a szócikk részben vagy egészben  a   Local Natives című angol Wikipédia-szócikk ezen változatának fordításán alapul.  Az eredeti cikk szerkesztőit annak laptörténete sorolja fel. Ez a jelzés csupán a megfogalmazás eredetét és a szerzői jogokat jelzi, nem szolgál a cikkben szereplő információk forrásmegjelöléseként.